# Навалено
Навалено (ісп. Navaleno) — муніципалітет в Іспанії, у складі автономної спільноти Кастилія-і-Леон, у провінції Сорія. Населення — 900 осіб (2010).
Муніципалітет розташований на відстані близько 170 км на північ від Мадрида, 45 км на захід від Сорії.

## Демографія
Динаміка населення (INE ):

## Галерея зображень

Розташування муніципалітету Навалено
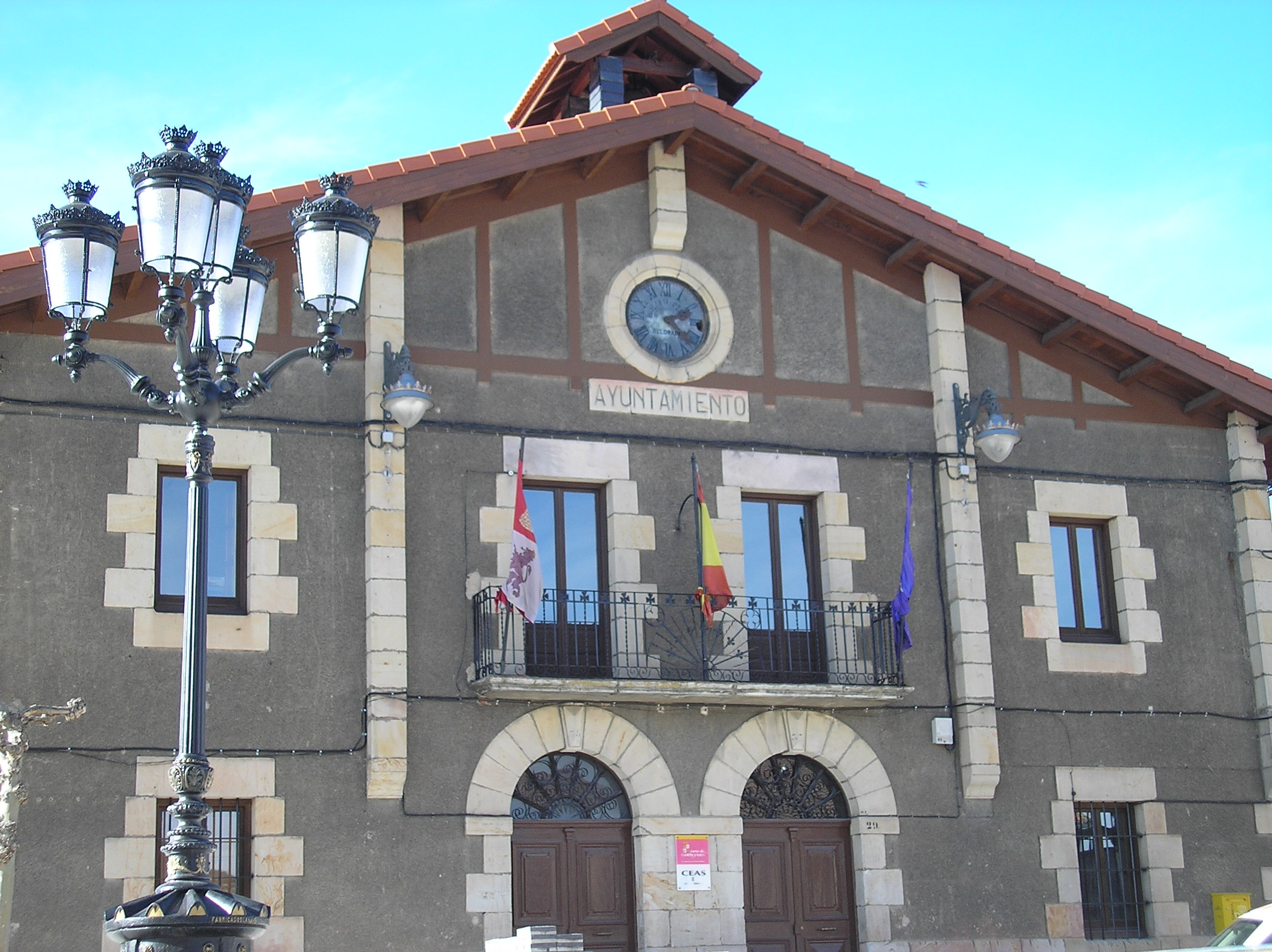
Муніципальна рада
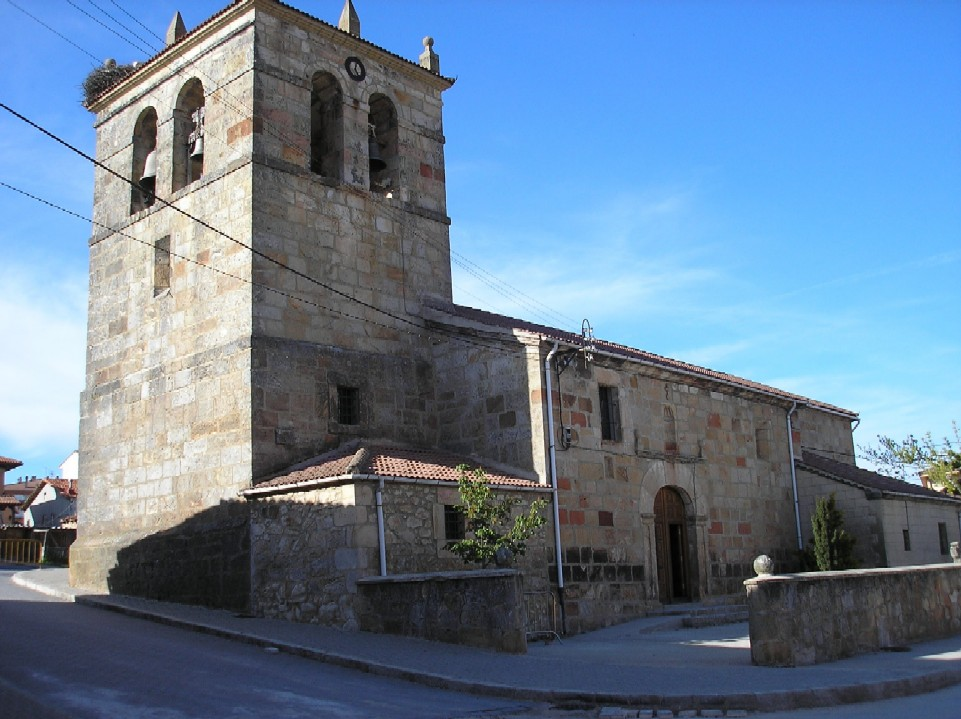
Церква Сан-Естебан